# Cotinga à gorge mauve
Porphyrolaema porphyrolaema
Espèce
Statut de conservation UICN

 LC  : Préoccupation mineure
Répartition géographique
Le Cotinga à gorge mauve (Porphyrolaema porphyrolaema) est une espèce d'oiseaux de la famille des Cotingidae.

## Répartition
Il est endémique de l'ouest de la forêt amazonienne en Amérique du Sud : son aire de répartition s'étend du sud de la Colombie au sud de l'est de l'Équateur et du Pérou et à l'est jusqu'à l'extrême nord-ouest de la Bolivie et à l'ouest du Brésil amazonien.[pas clair]

## Habitat
La cotinga à gorge pourprée vit dans la canopée ou le long des lisières de la forêt humide dans toute son aire de répartition. 

## Systématique
Elle est monotypique dans le genre Porphyrolaema et n'a pas de sous-espèce connue. 

## Description
C'est l'une des plus petites espèces de cotinga et elle exprime un fort dimorphisme sexuel.